# Мануель Варела
Мануель Варела (ісп. Manuel Varela; 1891 або 1892–1927) — уругвайський футболіст, півзахисник, дворазовий чемпіон Південної Америки і Уругваю з футболу.

## Кар'єра
Брав участь в Чемпіонаті Південної Америки 1916 року — першому в історії подібному турнірі. Уругвай виграв перший чемпіонат Південної Америки, і Варела відіграв у всіх трьох матчах — з Чилі, з Бразилією і з Аргентиною.
Наступний Чемпіонат Південної Америки 1917 року збірна Уругваю також виграла. Варела знову зіграв у трьох матчах — з Чилі, з Бразилією і з Аргентиною. Коли за 20 хвилин до кінця матчу з Аргентиною, воротар суперників отримав травму, Варела став на ворота. У його ворота ніхто не забив.
Востаннє Варела взяв участь у чемпіонаті Південної Америки, де в 1919 році Уругвай зайняв друге місце. Він грав у всіх чотирьох іграх — з Аргентиною, Чилі і два матчі проти збірної Бразилії. У матчі проти Аргентини Варела забив у свої ворота, але, незважаючи на це, Уругвай виграв 3:2.
Варела загалом зіграв за збірну 18 матчів.

## Титули і досягнення
- Чемпіон Південної Америки: 1916, 1917
- Срібний призер Чемпіонату Південної Америки: 1919